# Image of the Fendahl
Image of the Fendahl (La imagen del Fendahl) es el tercer episodio de la 15.ª temporada de la serie británica de ciencia ficción Doctor Who, emitido originalmente en cuatro episodios semanales del 29 de octubre al 19 de noviembre de 1977.

## Argumento
En un priorato cerca del pueblo de Fetchborough, cuatro científicos, Adam Colby, Max Stael, Thea Ransome y el Dr. Fendelman, están haciendo pruebas en una calavera humana que encontraron en Kenia, de aparentemente doce millones de años de antigüedad. Cuando el Dr. Fendelman empieza a utilizar un escaneo sónico temporal intentando obtener una imagen del dueño de la calavera, esta parece reaccionar, mirando a Thea y soltando algo en el terreno del priorato que mata a un excursionista que pasaba, que se desintegra por completo.
El escaneo llama la atención del Cuarto Doctor y Leela cuando este les atrae hacia la Tierra, y deciden salir a buscarlo antes de que provoque una implosión del continuum y destruya el planeta. Se separan, y Leela encuentra la cabaña de Ma Tyler, una bruja local moderna con poderes psíquicos. El Doctor escapa por poco de la muerte a manos de la criatura que creó la calavera, que entonces mata al líder de un destacamento de guardias que Fendelman ha traído tras la muerte del excursionista, sellando a todos dentro del priorato.

### Continuidad
K-9 aparece al principio y al final de la historia, pero no habla. Esto es por la inclusión tardía de K-9 como personaje dentro de los guiones. El Doctor explica el "sexto sentido" de Ma Tyler diciendo que la habilidad psíquica es un efecto secundario común al crecer cerca de una fisura temporal. Esta explicación también la utiliza el Noveno Doctor para explicar los poderes psíquicos de Gwyneth en Los muertos inquietos.
Al final de la segunda parte, el Doctor le pregunta a la calavera del Fendahl si quiere una gominola, pero en realidad le ofrece una chuchería de regaliz. Esto fue comentado en el programa Nationwide, y la oficina de producción de Doctor Who contestó que esta era una de las formas en que al Doctor le gustaba confundir a sus enemigos.

## Producción
| Episodio          | Fecha de emisión        | Duración | Espectadores en millones | Estado en el archivo  |
| ----------------- | ----------------------- | -------- | ------------------------ | --------------------- |
| Episodio 1        | 29 de octubre de 1977   | 24:38    | 6,7                      | Cinta original en PAL |
| Episodio 2        | 5 de noviembre de 1977  | 24:44    | 7,5                      | Cinta original en PAL |
| Episodio 3        | 12 de noviembre de 1977 | 24:22    | 7,9                      | Cinta original en PAL |
| Episodio 4        | 19 de noviembre de 1977 | 20:32    | 9,1                      | Cinta original en PAL |
| [ 2 ] [ 3 ] [ 4 ] |                         |          |                          |                       |

Los exteriores se rodaron en la finca de Stargroves en Hampshire, antiguamente propiedad de Mick Jagger. Ya se había usado la misma localización en el rodaje de Pyramids of Mars.

## Lanzamientos comerciales
La historia se publicó en VHS en marzo de 1993, y en DVD el 20 de abril de 2009.